# Adidas Streetball Challenge
Adidas Streetball Challenge — ежегодный спортивно-музыкальный фестиваль, который проходил в России с 1993 по 2005 год. Был основан компанией Adidas. Фестиваль показал множество групп в жанре хип-хоп и альтернативный рок. В качестве хедлайнеров на фестивале выступали Coolio, Run-D.M.C., Ice-T, Antiloop и экс-солистка группы Spice Girls, Джери Халлиуэлл.

## 1993—1998
Adidas впервые представил миру стритбол (баскетбол 3 на 3 в одно кольцо) в 1991 году. С тех пор стритбол стал одним из крупнейших мировых массовых спортивных мероприятий. О правилах игры в стритбол можно прочитать на сайте компании Adidas.
В России первый турнир по стритболу состоялся в 1993 году. Он был проведён в столице московским филиалом фирмы Adidas. В нём приняло участие 2 400 игроков. Следующие московские соревнования состоялись лишь в 1996 году. С 1994 года турниры проводились в Санкт-Петербурге, Самаре, Краснодаре, а также в городах ближнего зарубежья — Минске, Киеве, Риге, Таллине и Вильнюсе.
С 1996 года разыгрывается звание чемпиона России по стритболу. В каждом городе, где проводится турнир серии Adidas Streetball Challenge, определяется лучшая команда, которая получает право играть в финале — в Москве. Победитель московского турнира едет на чемпионат мира: в 1996 году в Будапеште женская команда заняла третье место, мужская — восьмое, в 1997 году в Милане — 4-е и 23-е соответственно.
В 1997 году турниры Adidas Streetball Challenge прошли в 17 городах, в 1998 году — в 35 городах России и Казахстана. По оценке организаторов, в 1998 году участвовало около 10 тысяч команд, то есть более 30 тысяч стритболистов. С 1998 года генеральным партнёром Adidas выступал напиток Sprite.

## Появление хип-хопа на фестивале
В 1994 году Влад Валов пришёл в офис питерской компании Adidas с предложением включить в программу фестиваля на Дворцовой площади выступления рэп-артистов, брейкеров и устроить граффити-шоу. Но директор филиала в Санкт-Петербурге, Кирилл Бондаренко, отказал, сделав фестиваль с участием поп-групп. Поп-артисты выходили на сцену в несвойственных для них кроссовках и призывали публику играть в стритбол. Увидев обман со стороны артистов, поклонники хип-хопа покидали фестиваль. В 1995 году Влад Валов познакомился с руководителем московского офиса компании Adidas, Александром Киселем, и убедил его в том, что необходимо снять видеоклип для подъёма движения в стране. Но участники группы Bad Balance не знали, на какую композицию снять клип. В 1996 году группу пригласили выступить в Лос-Анджелес на несколько концертов, там и родилась композиция «Городская тоска». В этом клипе участники группы носят одежду фирмы Adidas, логотип которой также был изображён на стенах в виде граффити. С 1997 года фестиваль проводился уже по всем мировым стандартам, но от поп-групп местные менеджеры отказаться боялись. С приходом голландского маркетинг-директора началось настоящее движение, он пригласил Влада Валова стать генеральным продюсером фестиваля, благодаря чему в конце 1997 года вышел рэп-сборник Adidas Streetball Challenge. Volume 1, в 1998 году Москву посетили Coolio и Run-D.M.C., а в 1999 году — Ice-T. Затем иностранные менеджеры уехали, а русские менеджеры опять склонялись к поп- и рок-музыке.

## 1998
В 1998 году фестиваль был организован компанией Adidas, компанией Coca-Cola (торговая марка Sprite), концертным агентством T.C.I. (Talent Concert International) в лице Эдуарда Ратникова и компанией «Хип-хоп-инфо» в лице Владислава Валова. В качестве хедлайнеров были приглашены американские рэперы Coolio и Run-D.M.C., посетившие Россию в рамках очередного европейского турне. Журнал «Птюч» написал, что «хип-хоп в России снова в моде». Газета «Коммерсантъ» позже написала, что спортивный бренд Adidas «стал первопроходцем, поверившим в русский рэп».
13 августа, в четверг, в рамках фестиваля на Смоленской площади состоялся граффити-сейшен Graffiti-2000, в котором участвовали такие уличные художники как Баскет, Джером из Голландии и другие.
14 августа, в пятницу, на Манежной площади прошло открытие игр Adidas Streetball Challenge '98. Проходили игры по стритболу. В 6 часов вечера на сцене появились брейкеры из команды B.People. Затем был показ одежды от Adidas. Начались выступления рэп-команд. Первой на сцену вышла группа «Необходимые вещи» с песнями «Я там, я тут» и «Мама, ваш сын раздолбай». Их сменила группа «Братья Наличные». Затем выступили «Убитые рэпом», Big Black Boots и группа Counter Attack с песнями «С. А.», «Музыка с нами» и «Когда-то буду счастлив я». Их сменила группа «Дерево жизни». В 20:50 на сцену вышли участники украинской группы «Танец на площади Конго» с песнями «Дибани мене» и «Шухер PARTY». Далее выступила группа «Da-108». Все выступления чередовались конкурсами от Adidas.
15 августа, в субботу, весь день с маленькими перерывами шёл дождь. Собралось пять тысяч человек. Днём проходили игры по стритболу. Команда Кулио проиграла команде «ТВ-6». Даже матч-реванш они не смогли отыграть, в результате чего Кулио потом долго ругался, ссылаясь на погоду. В конце игры какой-то очень активный болельщик громко обозвал рэп-звезду «черномазым», отчего Кулио был вне себя от гнева, и лишь благодаря усилиям охраны удалось избежать мордобоя. В 6 часов вечера на сцене начинались выступления рэп-команд. Первой выступала группа «Дэцо» с песней «Коля, я здесь!» и «7 кг гречи». Далее выступал «Дельфин», который решил посвятить свой выход памяти В.Цоя, погибшего 15 августа 1990 года. На подтанцовках у него была группа Da Boogie Crew. Дельфин исполнил песни «Дилер», «Собачий бой», «Война», «Один на один» и «Я люблю людей». Площадь подпевала ему все песни и активно размахивала руками, но периодически в него летели пластиковые бутылки. Вслед за Дельфином появилась питерская команда «С.Т.Д.К.». Они исполнили песню «Зеркало», новую песню и песню «Лето». После прошёл фристайл брейк-данс-команд Da Boogie Crew и Jam Style Crew. Из-за дождя выступление баскетбольной команды «DA-Slam» проходило на сцене, а не на главной площадке. В это время за главной сценой произошло нападение «панков», которые учинили драку с рэперами. Вовремя подоспела милиция и другие рэперы с площади, в результате чего нападающим пришлось уйти в торговый центр:
В субботу средь бела дня из Александровского сада выскочила компания кожано-джинсовых личностей в майках «Алиса» и «Iron Maiden» и без разбора начала лупить всех, кто так или иначе смахивал на рэперов. Кончилось всё так же быстро, как и началось, однако одному человеку всё же понадобилась медицинская помощь, а на асфальте осталась небольшая лужа крови и оружие нападавших: пивные бутылки и тонкие железные прутья.
Выступление Кулио затянулось на полчаса. На сцене шли приготовления: вытащили два мешка с трупами и прикрытые простынёй носилки. Как только диджей заиграл музыку, из мешков выскочили чернокожие парни из группы 40 Thevz и шустро забегали по сцене. Они начали исполнять первую песню. В этот момент с носилок вскочил Кулио и подхватил песню. Гости исполняли малоизвестные песни, но толпа была в восторге. Позже американский рэпер позвал из толпы на сцену трёх молодых людей для исполнения фристайла. Отработав большую часть своей программы и рассказав немного о безопасном сексе с использованием презервативов, Кулио со своей командой исполнил хиты: «One, Two, Three, Four», «Gangsta Paradise» и «C U when U get there». Выступление Кулио длилось полтора часа. Артур Гаспарян из газеты «Московский комсомолец» написал, что уже на второй композиции Кулио всем стало ясно, что Дельфин, выступавший на разогреве, по всем статьям убрал хедлайнера: «Публика во время дельфиновского сета орала во всё горло, милиция нервно вздрагивала на каждом матерном слове и грозилась санкциями, журналисты потирали руки в предвкушении скандала. Вокруг выступления Coolio не было даже десятой части таких страстей, несмотря на „fuck“ через каждое слово». Пресс-конференцию в спорт-баре «Штрафной» Coolio проигнорировал, однако позже дал интервью журналистам из газет «Вечерняя Москва» и «АиФ. Я — молодой», и журналов InterMedia и «RAPпресс». В интервью изданию «RAPпресс» Кулио заявил о том, что Россию в Америке боятся:
Я вырос во время Холодной войны, и я очень боялся Россию раньше, и вообще всех русских. Это была просто пропаганда. - то, что у нас показывали по телевизору в Америке о России. Когда мы были маленькими детьми, мы всегда жутко боялись, что русские завоюют Америку. Кроме того, мне очень нравится ваша архитектура и ваши улицы, дома, музеи, которым уже столько лет, и которые в таком хорошем состоянии. К тому же мне как артисту очень интересно побывать в стране известной своими талантливыми артистами и известными композиторами.
16 августа, в воскресенье, целый день было солнце и ни капли дождя. Днём прошли финальные игры по стритболу. Играли и Run-D.M.C., которые в отличие от вчерашней команды Кулио успешно обыграли своих соперников. Прошёл очередной показ одежды от Adidas. В 8 часов вечера на сцену вышла группа Bad Balance, исполнившая такие песни, как «Чисто про…», «Джаз-это не музыка», «Страсть», «Всё будет хорошо», «Жабы», «Как сон», «FreeСтайла», «Fuck Da Polititions» и «Городская тоска». Во время исполнения песни «FreeСтайла» DJ LA начал вставлять фразу «Aah Yeah» из песни Run-D.M.C. «Here We Go (Live at the Funhouse)», на что к нему подошёл диджей Джем Мастер Джей и попросил его так не делать, потому что у него нет на это прав, но российский диджей проигнорировал эту просьбу, в результате чего Джем Мастер Джей в грубой форме стал останавливать игру диджея. Благодаря охране конфликт был погашен. После выступления «Балансов» прошло награждение победителей игр по стритболу. Затем опять баскетбольная команда «DA-Slam» показала, как надо забрасывать мячи. После 20 минут настройки техники на сцене появились двое в шляпах из Run-D.M.C. Начали они с песни «It’s Tricky». Площадь прыгала и отрывалась на всю. Каждая песня воспринималась морем рук. В ответ рэперы кинули в толпу несколько маек с логотипом «Run-D.M.C.». Закончили они своё выступление песней «It’s like that». Выступление Run-D.M.C. длилось час. Артур Гаспарян из газеты «Московский комсомолец» написал, что в часовом шоу Run-D.M.C. «фуфла» было рекордно мало: «Почти каждая вещь приводила толпу в движение, а знаменитая „Walk This Way“, спетая в своё время совместно с Aerosmith, по накалу страстей переплюнула чуть ли не весь прошлогодний концерт Prodigy». На пресс-конференции в спорт-баре «Штрафной» группа Run-D.M.C. 
отвечала на вопросы журналистов из газеты «Среда» и журналов «RAPпресс» и Hip Hop Info. В интервью изданию Hip Hop Info диджей Джем Мастер Джей заявил о том, что группа приезжает в Россию уже в третий раз:
Мы выступали в Санкт-Петербурге два раза. Первый раз это было года четыре назад, когда публика сидела в коричневых креслах в каком-то концертном зале и смотрела на нас как на гостей из будущего. Второй раз мы выступили месяц назад, по-моему, в том же зале, но уже без кресел, но публики собралось как на начинающую группу. Также пару недель назад мы работали в Киеве.
О приезде гостей в столицу писали в изданиях «Новые известия», «Ваш досуг», Cool, Hip Hop Info, «Вечерний клуб», «Собеседник».
14, 15 и 16 августа 1998 года на Манежной площади состоялся финал России по стритболу. В пятницу и в субботу на Манежной площади соревновались участники первенства Москвы, а в воскресенье состоялся финальный турнир чемпионата России среди игроков 1979—1981 годов рождения. Около 600 команд в восьми возрастных категориях разыграли награды последнего тура фестиваля. Их не отпугнул даже проливной дождь. В финале чемпионата России приняли участие в общей сложности 50 команд. Победители финала — команды юношей из Уфы и девушек из Москвы представляли нашу страну на мировом финале Adidas Streetball Challenge-98 в Париже 12 — 13 сентября.

## 1999
В 1999 году фестиваль был организован компанией Adidas, компанией Coca-Cola (торговая марка Sprite), концертным агентством T.C.I. (Talent Concert International) в лице Эдуарда Ратникова и компанией «Хип-хоп-инфо» в лице Влада Валова. В качестве хедлайнера был приглашён американский рэпер Ice-T.
3, 4 и 5 сентября в Москве на площади Революции прошёл очередной финал фестиваля. С самого утра на площади проходили игры по стритболу и различные массовые мероприятия, включая международную битву по брейк-дансу и конкурс граффити под руководством Баскета. Ближе к вечеру происходили главные музыкальные выступления. В пятницу, 3 сентября, на сцене выступали «Дерево жизни»; «Третий глаз»; «Типичный ритм» с песнями «Земля мечты», «Типичный ритм» и «Трамплин»; Big Black Boots; «Убитые рэпом» с песней «Всего лишь только ветер»; «Белые братья» с песней «На крыше». Здесь состоялось выступление группы «Легальный бизне$$», на котором в N’Pans'а попала бутылка, брошенная скинхедом из толпы на сцену, и рассекла ему бровь. Группа исполнила песни «В чём дело!?», «Этим вечером», «Она знает…», «Настоящий хип-хоп» и «Пачка сигарет». ДеЦл впервые появился на публике с песней «Пятница», написанной Лигалайзом ко дню его рождения. Группа Bad Balance выступала в новом составе: вместо Михея был Звонкий (из группы «Дерево жизни»). Были исполнены песни «Городская тоска», «Светлая музыка», «Готовы ли вы?» (при участии Лигалайза), «FreeСтайла», «Мы не любим, когда…» и «Город джунглей». Ice-T поднялся на сцену в девять вечера. C ним вышли на сцену ещё трое: ди-джей Evil E и два рэпера Sean & Sean & H Bomb. Выступление длилось 45 минут. В шесть утра американские гости отправились в европейское турне: Испанию, потом в Италию, Голландию. В субботу, 4 сентября, народ развлекали экстрим-команды: I.F.K., Ляпис Трубецкой, в том числе и Дельфин. Также состоялись соревнования брейк-данс-команд. В воскресенье ничего особенного не происходило, кроме игр в стритбол.
Среди недостатков в организации фестиваля в 1999 году главный редактор журнала «RAPпресс» Константин «Крыж» Небесных выделил выступление Ice-T, который, по его мнению, должен был выступить в воскресенье по аналогии с прошлым годом, а не в пятницу — наименее посещаемый день. Также не устроило главного редактора журнала количество заявленных рэп-команд: 15 команд на три дня. При этом часть команд была заявлена для количества и выступать они не должны были, как, например, группы «Da-108» и «Братья Наличные». Не украсило концерт и выступления «под фанеру» некоторых рэперов. Также в номере журнал опубликовал биографию рэпера Ice-T.

## 2000
В 2000 году фестиваль был организован компанией Adidas, компанией Coca-Cola (торговая марка Sprite) и звукозаписывающей фирмой «Sex Records» в лице Владимира Ферапонтова. В качестве хедлайнера была приглашена шведская электро-танцевальная группа Antiloop.
Фестиваль Adidas Streetball Challenge 2000 — финальные игры чемпионата Москвы и финал чемпионата России по стритболу прошёл в Москве на площади Революции с 8 по 10 сентября. Все три дня, помимо спортивных состязаний, на площади проходили показательные выступления мастеров брейкданса, роллеров, художников граффити, показы последней спортивной коллекции Adidas и концерты.
8 сентября, в пятницу, выступили команды: «Нестандартный вариант», «Шнель Шпрехен», «Злой Дух», «Wild Movies» (dance), «Спутник» (проект Willy), «Дымовая завеса», «7,62», «Бланж», «Da BudZ», «Контратака», «White Hot Ice», «ВИА Чаппа», «Люди Солнца», «СТДК», Big Black Boots, «Танец на площади Конго». Хедлайнером дня был Дельфин. Для всех рэп-групп был поставлен ультиматум: любая группа, которая произнесёт хотя бы одно нецензурное слово на сцене, будет исключена из программы. Таким образом за слово «Твою мать!» выступление команды ВИА Чаппа было прервано, и их попросили уйти со сцены.
9 сентября, в субботу, с 20-минутными выступлениями сменяли друг друга группы «От и до», «У.эР. Асквад» (ex-Убитые Рэпом), «Тени», «НЕобходиМЫЕ вещи», «Летите», «Туман», Beat Point, «Так просто», «Южный фронт», Jam Style & Da Boogie Crew, «Братья Улыбайте», «Каста», Da-108, «МД&С Павлов», Nonamerz, «Ю.Г.», D.O.B.. В перерывах были показаны новые коллекции от Adidas. 9 сентября проходили матчи между командами журналистов различных московских изданий, теле-, радиокомпаний и музыкальных групп. В сборную журналистов вошли лучшие игроки стритбола из «МК», «МК-бульвара», «Новой газеты» и «Открытого радио». Чемпионом Москвы-2000 по стритболу в категории VIP стала команда газеты «Вечерняя Москва», сумевшая обыграть коллег из телекомпании «ТВ Центр» и «Спорт-экспресса».
10 сентября, в воскресенье, заключительный день фестиваля полностью был посвящён музыке, выбивающейся из формата мероприятия. Выступили альтернативные команды: «МЭD DОГ», Alex, Arrival, «Радиотранс», «Чугунный скороход», Jack Action и Green Grey. В качестве хедлайнера выступила шведская электро-танцевальная группа Antiloop. Также 10 сентября в клубе «Парк Авеню Диско» состоялась пресс-конференция, посвящённая финальным соревнованиям чемпионата Москвы и чемпионата России по стритболу Adidas Streetball Challenge 2000. На вопрос, почему на музыкальную часть турнира не был приглашён молодой рэпер ДеЦл, представитель Sex Records ответил, что, во-первых у ДеЦла заключен контракт с фирмой «Pepsi», а во-вторых, популярность этого музыканта в последнее время пошла на убыль. По его мнению, московские поклонники рэпа уже не так яростно и радостно реагируют на его имя.
В соревнованиях приняли участие команды из 25 городов России. Кроме того, отборочные соревнования по стритболу проходили в 10 административных округах столицы. Участники и победители матчей по стритболу отправились в США на общемировые соревнования, которые для них также организовывает фирма Adidas. В 2000 году в составе сборной Европы туда поехали трое российских участников. В массовых состязаниях по стритболу играли 14780 команд, в которых выступали 59120 человек. В финале на Площади Революции приняло участие более 800 команд, и в первые два дня прошло 900 игр. Уникальное достижение установил Тофик Разаев: не давая себе передышки между бросками, он поразил кольцо 2000 раз.
В этом году Влад Валов отказался стать продюсером данного мероприятия, но тем не менее присутствовал там. Среди недостатков в организации фестиваля в 2000 году журнал «Hip Hop Info» выделил плохо проработанную программу, низкий уровень организации, некачественное звучание, отсутствие зарубежных гостей, а также участие в фестивале альтернативных рок-групп, чьи участники, никогда не держали в руках баскетбольный мяч.
В ноябре 2000 года на лейбле «Sex Records» был выпущен сборник Adidas Streetball Challenge 2000. На компиляции представлено 17 треков от различных рэп- и альтернативных-групп России, включая три песни под названием «Adidas» от «МД&С Павлов», «Ю.Г.» и Big Black Boots.

## 2001
В 2001 году фестиваль был организован компанией Adidas, компанией Coca-Cola (торговая марка Sprite) и звукозаписывающей фирмой «Квадро-диск» в лице Владимира Ферапонтова.
Очередной фестиваль уличного баскетбола и рэпа Adidas Streetball Challenge-2001 прошёл в Москве на площади Революции 1 и 2 сентября в рамках Дня города. На площади играли несколько команд. 1 числа на сцене выступали рэп-команды, а 2 числа — альтернативные коллективы.
1 сентября 2001 года, в субботу, с 14:00 выступили команды: «Blaq Squot», «New Beat Style», «BIC.», «Отверженные», «Som Clan» (Казахстан), «J.M.Side», «Экипаж», «Max & Вне Тела», «Злой Дух» (Казань), «Так Просто» (Нижний Новгород), «У.эР. Асквад» (ex-Убитые Рэпом) (Харьков), «Династия Ди» (Питер), «B.I.M.», «Da BudZ», «Танец на площади Конго», «Каста» (Ростов-на-Дону), «Ю.Г.», «D.O.B. Community», «Master Spensor», «Многоточие», «White Hot Ice»
2 сентября 2001 года, в воскресенье, с 14:00 выступили команды: «Вода», «Бойся не меня», «Точный Удар», «СТДК» (Питер), «Дерево Жизни», «K&K», «Counter Attack», Da Boogie Crew, Big Black Boots (G-Wilkes и MC Шум), «АКТ», «Бисквиты», «Нечто», «МультFильмы», «Плед», «Total», «НАИВ», «МЭD DОГ».
1 и 2 сентября прошли игры чемпионата Москвы. Всего участвовало 900 команд. Определись победители в семи возрастных категориях.
Среди недостатков в организации фестиваля в 2001 году журнал «Hip Hop Info» выделил отвратительный звук, то и дело перебиваемый соседними площадками, отсутствие рэперов из-за границы, отсутствие многих заявленных рэп-групп, а также участие в фестивале альтернативных рок-групп. Среди недостатков в организации фестиваля в 2001, как и в 2000 году, журнал «RAPпресс» выделил отсутствие рэперов из-за границы.
В сентябре 2001 года компания «Квадро-диск» выпустила сборник, составленный из песен участников фестиваля Adidas Streetball Challenge-2001. В компиляцию вошли песни групп «Каста», «D.O.B. Community», «Ю.Г.», «Master Spensor», «Da BudZ», «Многоточие», Big Black Boots и других. Из 43 команд, выступивших на фестивале, в сборник попали треки шестнадцати. В конце октября фирма «Квадро-диск» выпустила видеокассету с записью выступлений ведущих рэп-команд страны на акции Adidas Streetball Challenge-2001.

## 2002
Организацией фестиваля занимались люди, абсолютно не признающие хип-хоп культуру. Таким образом изменился и формат мероприятия. В этот раз фестиваль проходил на Воробьёвых горах. В первый день выступили рэп-группы «G-Style Mafia», «Новые МС», «ДиСи эМСи», «Отрицательное влияние», Big Black Boots, «Танец на площади Конго», «Дерево Жизни», «Дельфин» и «Каста». Второй день был примечателен тем, что выступал Лигалайз с группой «П-13». Во время их выступления, ровно как и до него, толпа скандировала «Тату! Тату!». После на сцену вышли «Тату», «Дискотека Авария», «Total». В качестве хедлайнера была приглашена экс-солистка группы «Spice Girls», Джери Халлиуэлл.

## 2003
6 и 7 сентября 2003 года, в дни празднования Дня города, на проспекте Академика Сахарова прошёл 11-й финал чемпионата Москвы по уличному баскетболу Adidas Streetball Challenge. В соревнованиях приняли участие около одной тысячи команд московского региона. На сцене в течение двух дней шла грандиозная шоу-программа с участием лучших молодёжных музыкальных групп, таких, как «Ногу свело!», «5’Nizza», «Танец на площади Конго», «Дельфин», «Пропаганда», «Жуки», «Леприконсы», «Total», лучших танцевальных шоу и модных диджеев, и многих других. За два дня этот праздник молодёжной культуры посетили около 500 тысяч зрителей.

## 2005
14 и 15 мая 2005 года в рамках праздника телеканала «Спорт» в Лужниках прошёл 12-й финал чемпионата Москвы по уличному баскетболу Adidas Streetball Challenge. В соревнованиях приняли участие около одной тысячи команд московского региона. Все команды-победители были награждены кроссовками, мячами, сумками и футболками от компании «Adidas». Торжественная церемония награждения в прямом эфире транслировалась по телеканалу «Спорт».

## Фильмография
- О фестивале Adidas Streetball Challenge 1998[55]
- О фестивале Adidas Streetball Challenge 1999[56]